# Columbus Crew
Columbus Crew este o echipă de fotbal din Ohio, S.U.A care evoluează în Major League Soccer.
Franciza a fost fondată în 1994. Stadionul său este Lower.com Field, deschis în 2021. Din 1999 până în 2021, Crew a jucat meciurile de acasă pe Historic Crew Stadium (fostul Mapfre Stadium și Columbus Crew Stadium), primul stadion construit special pentru fotbal pentru o echipă MLS, cu o capacitate de 19.968 de locuri. Din 1996 până în 1998, echipa și-a jucat meciurile de acasă pe stadionul Ohio din campusul Universității de Stat din Ohio. În 2023, echipa a stabilit recorduri de prezență ale clubului, atât pentru cel mai mare număr cumulat de spectatori, cât și pentru cele mai multe vânzări de bilete.
Echipa a câștigat șapte trofee majore: Cupa MLS în 2008, 2020 și 2023; Suporters' Shield în 2004, 2008 și 2009; și Cupa US Open în 2002. Echipa s-a calificat de cinci ori la Cupa Campionilor CONCACAF (sau predecesorul său, Liga Campionilor CONCACAF), ajungând în sferturile de finală în primele trei ocazii. În 2021, clubul a câștigat primul trofeu continental, cucerind Campeones Cup.

## Lotul actual
La 4 februarie 2025.
| Nr. |                            | Poziție | Jucător                                       |
| --- | -------------------------- | ------- | --------------------------------------------- |
| 1   | Guatemala                  | P       | Nicholas Hagen                                |
| 2   | Argentina                  | F       | Andrés Herrera (împrumutat de la River Plate) |
| 3   | Statele Unite ale Americii | F       | Will Sands (HG)                               |
| 4   | Franța                     | F       | Rudy Camacho                                  |
| 5   | Statele Unite ale Americii | M       | Derrick Jones                                 |
| 6   | Statele Unite ale Americii | M       | Darlington Nagbe (căpitan; DP)                |
| 7   | Franța                     | M       | Dylan Chambost                                |
| 10  | Uruguay                    | A       | Diego Rossi (DP)                              |
| 12  | Statele Unite ale Americii | F       | DeJuan Jones                                  |
| 13  | Statele Unite ale Americii | M       | Aziel Jackson                                 |
| 16  | Statele Unite ale Americii | A       | Taha Habroune (HG)                            |
| 17  | Statele Unite ale Americii | A       | Christian Ramirez                             |
| 18  | Danemarca                  | F       | Malte Amundsen                                |

| Nr. |                            | Poziție | Jucător                 |
| --- | -------------------------- | ------- | ----------------------- |
| 19  | Canada                     | A       | Jacen Russell-Rowe (HG) |
| 21  | Ucraina                    | F       | Yevhen Cheberko         |
| 22  | Mexic                      | P       | Abraham Romero          |
| 23  | Algeria                    | F       | Mohamed Farsi           |
| 24  | Statele Unite ale Americii | P       | Evan Bush               |
| 25  | Statele Unite ale Americii | M       | Sean Zawadzki (HG)      |
| 27  | Statele Unite ale Americii | A       | Maximilian Arfsten      |
| 28  | Statele Unite ale Americii | P       | Patrick Schulte         |
| 29  | Statele Unite ale Americii | M       | Cole Mrowka (HG)        |
| 31  | Capul Verde                | F       | Steven Moreira          |
|     | Belarus                    | P       | Stanislav Lapkes (HG)   |
|     | Finlanda                   | M       | Lassi Lappalainen       |

## Antrenori de-a lungul timpului
| Nat                        | Nume                  | An               |
| -------------------------- | --------------------- | ---------------- |
| Finlanda                   | Timo Liekoski         | 1996             |
| Statele Unite ale Americii | Tom Fitzgerald        | 1996–2001        |
| Statele Unite ale Americii | Greg Andrulis         | 2001–2005        |
| Polonia                    | Robert Warzycha       | 2005 (interimar) |
| Germania                   | Sigi Schmid           | 2006–2008        |
| Polonia                    | Robert Warzycha       | 2009–2013        |
| Statele Unite ale Americii | Brian Bliss (interim) | 2013             |
| Statele Unite ale Americii | Gregg Berhalter       | 2013–2018        |
| Statele Unite ale Americii | Caleb Porter          | 2019–2022        |
| Franța                     | Wilfried Nancy        | 2022–prezent     |